# Угловое (озеро, Шумихинский район)
Углово́е — пресноводное озеро в Шумихинском районе Курганской области России. Озеро находится в 190 км к западу от Кургана, в 49 км к северу от Шумихи.
Длина — 6,5 км, ширина — 3,5 км, площадь зеркала — 15 км², длина береговой линии — 18,5 км, наибольшая глубина — 4,5 м. Высота над уровнем моря — 146 м.
На восточном берегу озера расположена деревня Антошкино, к которой есть ответвление от автомобильной дороги Шумиха — Шадринск.
На южном берегу озера была деревня Угловая, исключена как сселившаяся решением Курганского облисполкома № 478 от 9 апреля 1986 года. Там проходит грунтовая дорога с. Большая Рига — с. Галкино.
На расстоянии 1—2 км к западу от озера Угловое находится озеро Камышное, переходящее в северо-восточной части в болото Зарослое.
Озеро имеет вытянутую форму, дно озера илистое.
Обитают: гольян, карась, щука.
1. ↑  Ресурсы поверхностных вод СССР: Гидрологическая изученность. Т. 11. Средний Урал и Приуралье. Вып. 2. Тобол / под ред. В. В. Николаенко. — Л.: Гидрометеоиздат, 1965. — 240 с.